# Боннар, Лоран
Лора́н Бонна́р (фр. Laurent Bonnart; 25 декабря 1979, Шамбре-ле-Тур) — французский футболист, защитник.

## Биография
Лоран Боннар начал свою профессиональную карьеру в клубе «Тур», но после перешёл в «Ле-Ман», в 1998 году. Постепенно он стал одним из основных игроков команды, а позже и капитаном с 2004 по 2007 год. После девяти сезонов в «Ле-Мане» он перешёл за 500 тыс. евро в «Олимпик Марсель».
Прибыв летом 2007 года в Canebière, он стал одним из открытий «Марселя» в сезоне 2007/08. Он пришёл в качестве дублёра Тайе Тайво. Благодаря хорошей игре он стал играть на излюбленной позиции и прекрасно выполнял как оборонительные, так и атакующие функции.
Его хорошая игра принесла ему признание в 2008 году и попадание в символическую сборную Trophées UNFP du football, также он был назван лучшим правым защитником Лиги 1 в сезоне 2007/08.
В конце сезона 2009/10, Дидье Дешам назначил Лорана Боннара капитаном в двух матчах против «Ланса» (1:0) и «Ниццы» (4:1). Несколько недель спустя Лоран Боннар отказался продлевать свой контракт с «Марселем» и стал свободным агентом.
Он готовился подписать контракт с «Ле-Маном», где провёл девять сезонов с 1998 и 2007 год, но в течение лета 2010 года Боннар подписывает трёхлетний контракт с «Монако».
После вылета в Лигу 2 «Монако» предложил Боннару снизить свою зарплату на 50 %, от этого он отказался и его контракт, действующий ещё два года, был прекращён. 18 июля 2011 года он подписал контракт с «Лиллем», рассчитанный на 4 года.

## Достижения
«Ле-Ман»
- 2-е место Лиги 2 (2): 2002/03, 2004/05

«Марсель»
- Обладатель Кубка французской лиги: 2009/10
- Чемпион Франции: 2009/10
- Вице-чемпион Франции: 2008/09